# Mr. Bean (serie animata)
Mr. Bean (Mr. Bean: The Animated Series) è una serie animata britannica prodotta da Tiger Aspect Productions in associazione con Richard Purdum Productions e Varga Holdings (per la prima stagione) e ispirata al personaggio di Mr. Bean. Il doppiatore originale del protagonista è l'attore Rowan Atkinson, che ha interpretato il personaggio nella serie televisiva originale del 1990. Oltre a quest'ultimo sono anche presenti Teddy, Irma Gobb e il misterioso autista della Reliant Regal assieme ad alcuni nuovi personaggi ideati appositamente per la serie animata, quali la padrona di casa di Bean, ovvero la signora Wicket, il suo gatto Scrapper, la sua amica Miss Wince e l'orsacchiotto di Irma, Lottie. Il cartone è stato ufficialmente annunciato nel febbraio 2001.
La serie animata è stata trasmessa per la prima volta nel Regno Unito dal 5 gennaio 2002 al 2 giugno 2004 per una singola stagione con un totale di 52 episodi, ciascuno composto da due segmenti di 11 minuti l'uno. I primi 34 episodi sono andati originariamente in onda su ITV1 nella prima serata del sabato. Nel maggio 2004, la serie si è spostata quotidianamente su CITV per via della popolarità raggiunta tra il pubblico di giovani.
Nel gennaio 2014 è stato annunciato un revival della serie, con Rowan Atkinson che è tornato a doppiare Mr. Bean, insieme ad altri membri del cast che sono tornati a ricoprire i medesimi ruoli. Il revival presenta altre due stagioni per un totale di 78 episodi; questi sono andati in onda dal 16 febbraio 2015 all'8 ottobre 2019 su CITV. La seconda e la terza stagione presentano dei dialoghi più realistici a differenza delle precedenti, che invece erano caratterizzate principalmente da brevi effetti sonori e borbottii.
Una sesta stagione è stata annunciata il 4 gennaio 2024, prodotta per ITVX e distribuita in Europa continentale da Cartoon Network, Cartoonito e Boing a partire dal 2025.

## Trama
La serie segue le numerose e buffe avventure di Mr. Bean, adulto con una mentalità infantile, sempre coinvolto in catastrofi piene d'umorismo e comicità.

## Episodi
| Stagioni         | Episodi | Prima TV Regno Unito | Prima TV Italia |
| ---------------- | ------- | -------------------- | --------------- |
| Prima stagione   | 18      | 2002                 | 2003-2004       |
| Seconda stagione | 16      | 2003                 | 2005            |
| Terza stagione   | 18      | 2004                 | 2006            |
| Quarta stagione  | 52      | 2015-2016            | 2015-2017       |
| Quinta stagione  | 26      | 2019                 | 2019            |
| Sesta stagione   | 13      | 2025                 | 2025            |

## Personaggi e doppiatori

### Principali
- Mr. Bean: un uomo pasticcione e goffo, protagonista della serie animata. Combina sempre innumerevoli guai e, nel ripararli, li aggrava ancora di più. Vive al secondo piano del palazzo di Mrs Wicket. In ogni puntata ha sempre idee strampalate ma originali, che a volte risultano essere davvero efficaci. Possiede un orsetto di peluche di nome Teddy. Doppiato da Rowan Atkinson (ed. inglese) e Oliviero Dinelli (ed. italiana).
- Teddy: è l'orsetto di peluche di Mr. Bean che aveva sin da bambino. Gli è molto affezionato, tanto da trattarlo come un essere umano e farebbe di tutto per ritrovarlo nel caso dovesse sparire.
- Mrs. Julia Wicket: è la proprietaria del palazzo dove vive Mr. Bean. È una signora anziana di 76 anni, ma con molta forza ed energia. È molto affezionata a Scrapper, il suo gatto, e si arrabbia sempre se vede qualcuno attaccarlo. All'inizio non andava molto d'accordo con Mr. Bean perché da piccolo ha rovinato la foto del suo matrimonio, ma a partire dalla quarta stagione inizia a trattarlo normalmente. Mrs. Wicket adora il wrestling e la si vede in svariate occasioni assistere alle dirette in TV di tale disciplina. Doppiata da Sally Grace, Thea White e Morwenna Banks (ed. inglese) e Graziella Polesinanti (ed. italiana).
- Irma Gobb: è l'amica e fidanzata di Mr. Bean. Nonostante lei lo ami molto, lui non ricambia il suo amore sebbene le sia, in verità, molto affezionato. Possiede un orsetto simile a Teddy, Lootie, di sesso femminile. Nella seconda stagione si scopre che lavora come bibliotecaria. Doppiata da Matilda Ziegler (ed. inglese) e Rossella Acerbo (ed. italiana).
- Scrapper: è il gatto di Mrs. Wicket di circa 20 anni. Da cucciolo è stato rapito dai banditi, ancora bambini, poi è stato trovato casualmente da Mr. Bean. Portatolo a casa sua, Mrs Wicket lo adotta e diventano inseparabili, nonostante gli avvertimenti del protagonista sul suo carattere. Scrapper ha un occhio solo e nutre un odio per Mr. Bean che lui ricambia, cercando di metterlo nei guai con Mrs. Wicket.

### Secondari
- Sir Fish: è il pesce rosso di Bean, a cui è molto affezionato. Si trova in una boccia di vetro con una piccola nave in miniatura rotta.
- Lootie: è l'orsetto di Irma simile a Teddy, con delle grosse ciglia, un fiocco rosso in testa e una gonnellina rossa. Irma vorrebbe che avesse una relazione con Teddy, ma Mr. Bean non è d'accordo.
- Banditi: sono due ladri che Mr. Bean manda in prigione in svariati episodi, sebbene evadano piuttosto spesso. Uno è grosso e rozzo, l'altro è piccolo e intelligente. Appaiono per la prima volta nella puntata Teddy è scomparso. Sono gli antagonisti principali di Mr. Bean.
- I Bruisers: sono i fastidiosi e prepotenti vicini di Bean. Il padre è aggressivo e crudele nei confronti di Bean, mentre sua moglie è una persona pigra. La coppia ha tre figli turbolenti e cattivi come loro. Hanno anche un cane dobermann molto aggressivo di nome Tutai, particolarmente affezionato al figlio maschio maggiore della coppia e che è sempre in contrasto con Bean e Scrapper.
- Poliziotto: appare in alcune puntate della serie. Serio e autoritario, non si lascia mettere i piedi in testa, e, con l'aiuto di Mr. Bean, arresta più volte i banditi.
- Vigilessa: è una donna di mezz'età. Ama fare multe a chiunque, addirittura anche al furgone della polizia. Per non farsi multare, Mr. Bean si inventa sempre stratagemmi ingegnosi, ma quasi sempre finiscono per fallire, concludendosi spesso con una multa salata.
- Miss Mary Wince: è una donna anziana, amica di Mrs. Wicket. Appare in alcune puntate ed è presente in diverse competizioni di vario genere, a cui Mr. Bean partecipa, come rappresentante della giuria. Doppiata da Sally Grace (ed. inglese).
- Il maître del ristorante: appare in diverse puntate, è il maître di un lussuoso ristorante. Raffinato negli atteggiamenti con i clienti, diventa isterico in alcune situazioni, specialmente nei confronti di Bean quando combina guai nel suo ristorante. È molto avido ed amante del denaro.
- Billy: è il nipote di Mrs. Wicket. Appare a partire dalla quinta stagione.
- Mr. Paliwal: è un vicino di casa di Mr. Bean e Mrs. Wicket. Appare a partire dalla sesta stagione.
- Divia: è la figlia di Mr. Paliwal. Appare a partire dalla sesta stagione.

## Distribuzione
Esistono cinque stagioni: la prima e la terza stagione composta da 18 episodi, la seconda composta da 16 episodi, la quarta contenente 52 puntate mentre l'ultima da 26 puntate da 11 minuti circa, trasmessi talvolta a coppie. Le prime tre stagioni furono trasmesse nel Regno Unito prima su ITV e poi su CITV fra il 2002 ed il 2004. La quarta stagione fu trasmessa nel Regno Unito da CITV dal 16 febbraio 2015 al 10 marzo 2016. La quinta fu trasmessa nel Regno Unito da CITV dal 9 aprile all'8 ottobre 2019.

### Edizione italiana
In Italia la serie andò in onda originariamente su K-2 e Fox Kids (successivamente Jetix) per le sole prime 3 stagioni, dal 6 dicembre 2003 fino al 2 luglio 2006. In seguito questa fu ritrasmessa in chiaro su K2 e Frisbee, mentre a pagamento su Disney XD fino al 2012. Dall'8 aprile 2015 andò in onda su Boomerang con la seconda stagione, mentre su Boing venne trasmesso dal 4 maggio 2015 dalla prima alla seconda stagione.
La serie è stata trasmessa con il doppiaggio originale inglese fino alla prima stagione. In queste, i titoli degli episodi erano scritti in italiano fino all'acquisto della serie da parte di Mediaset in cui gli episodi, che andavano in onda su Boing, presentavano il titolo inglese.
Da maggio 2018 Boomerang e Boing hanno iniziato a trasmettere la serie in italiano dalla quarta stagione. I titoli degli episodi sono stati mantenuti in inglese ma viene specificata a voce la rispettiva traduzione italiana. Dal 14 settembre al 9 ottobre 2019 è andata in onda la 3ª stagione della serie in italiano su Boomerang.

## Film
Nel gennaio 2021 è stato annunciato un lungometraggio basato sulla serie.

## Altri media
Un videogioco a piattaforme in terza persona sviluppato da Blast! e basato sulla serie animata, Mr. Bean, è stato pubblicato alla fine degli anni 2000 su PlayStation 2, Nintendo DS e Microsoft Windows. Successivamente ha ricevuto un porting dal titolo Mr. Bean's Wacky World of Wii ed è uscito per Wii. Nella storia del gioco, Teddy è stato rapito e il suo proprietario deve ritrovarlo pagando un riscatto in croccantini per gatti.
Inoltre sono state rese disponibili anche diverse app dedicate alla serie animata, Mr. Bean: Flying Teddy (2014), Mr. Bean: Around the World (2015), Play London with Mr Bean (2017), Mr. Bean: Sandwich Stack (2018), Mr Bean: Risky Ropes (2018), Mr. Bean: Special Delivery (2018) e Mr Bean Solitaire Adventure (2019), tutte quante pubblicate per i dispositivi mobili iOS, Android e Amazon.

## Accoglienza
Il cartone è stato accolto con recensioni per lo più positive da parte dalla critica televisiva. Common Sense Media, un'organizzazione che esamina e fornisce valutazioni per i media e la tecnologia con l'obiettivo di fornire informazioni sulla loro idoneità per i bambini, ha assegnato alla serie 3 stelle su 5 affermando che "il cartone slapstick del Regno Unito è rivolto sia ai bambini più grandi che agli adulti".
Randy Miller III di DVD Talk recensì i primi 2 volumi DVD della prima stagione e apprezzò il mix tra animazione tradizionale e alcuni elementi animati a computer che sembrano essere stati realizzati in flash. La qualità dei disegni era molto nitida, prestandosi a schemi di colori vivaci simili a quelli della serie Clerks. Nel complesso si rivelava un cartone fantastico e i fan avrebbero apprezzato facilmente il duro lavoro degli autori. Lo stesso recensore trattò anche il terzo e il quarto volume DVD sempre della prima stagione e non trovò molte differenze a livello di qualità ma in compenso gli episodi presentavano un buon spaccato di argomenti, caratterizzato da tonnellate di situazioni e ambienti unici nel loro genere.